# Synanthedon myopaeformis
The Red-belted Clearwing (Synanthedon myopaeformis) là một loài bướm đêm thuộc họ Sesiidae. Nó được tìm thấy ở châu Âu, Cận Đông và Bắc Phi.

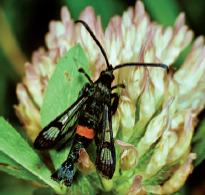

Sải cánh dài 18–26 mm. Chiều dài cánh trước là 9–11 mm. Con trưởng thành bay từ tháng 5 đến tháng 8 tùy theo địa điểm.
Ấu trùng ăn táo tây, và cũng ăn Wild Cherry, Pear và Crataegus.

## Phụ loài
- Synanthedon myopaeformis myopaeformis (Borkhausen, 1789)
- Synanthedon myopaeformis typhiaeformis (Borkhausen, 1789)
- Synanthedon myopaeformis cruentata (Mann, 1859)
- Synanthedon myopaeformis graeca (Staudinger, 1871)
- Synanthedon myopaeformis luctuosa (Lederer, 1853)

## Hình ảnh

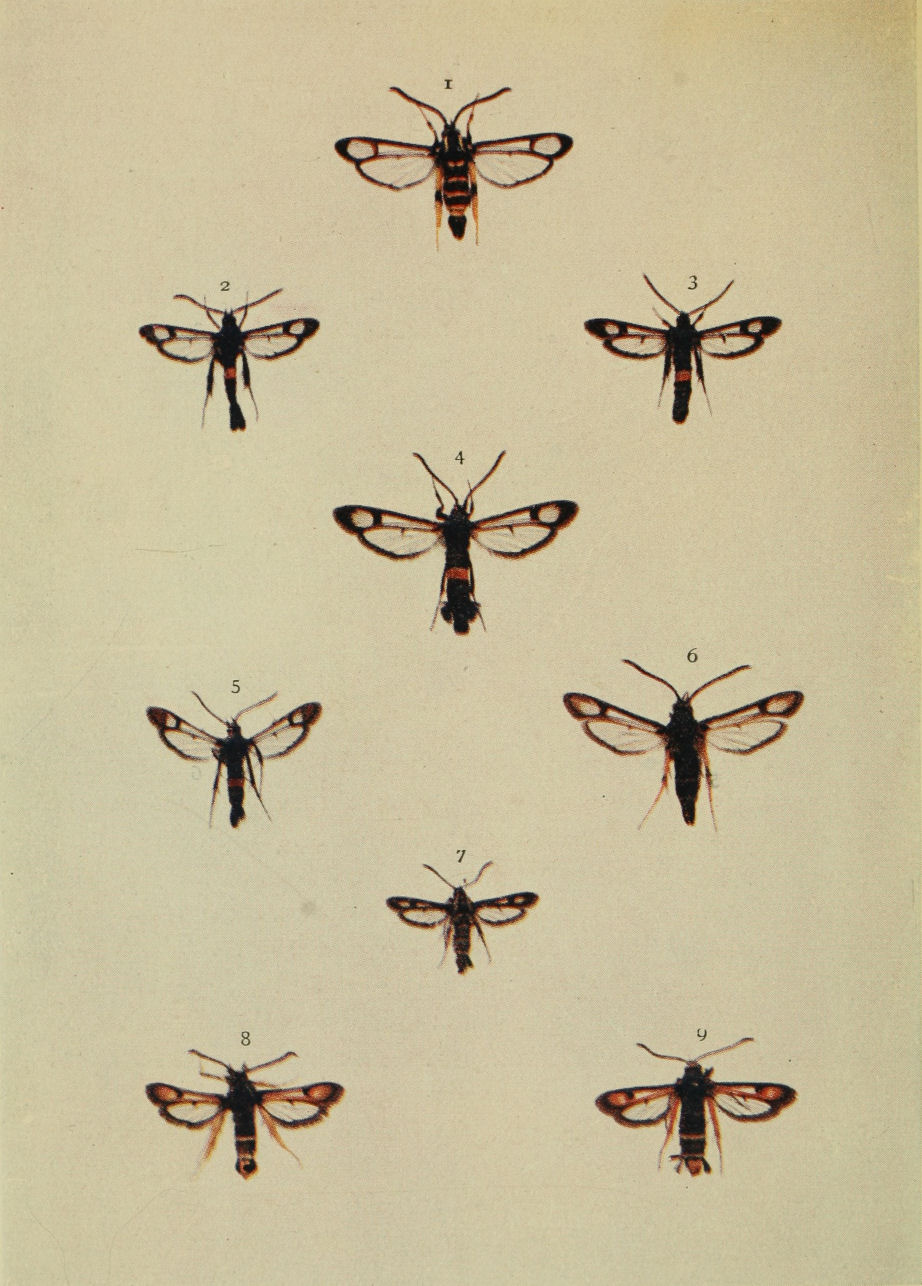
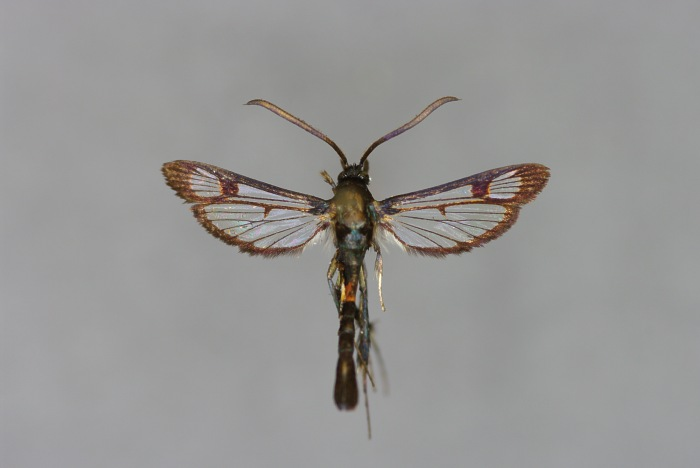
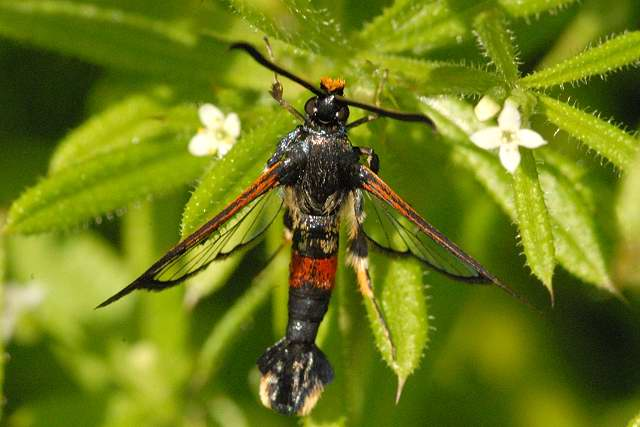